# 飯坂町平野
飯坂町平野（いいざかまちひらの）は、福島県福島市の地名で飯坂支所所管にあたる飯坂地域内である。本項ではかつて同地域に所在した信夫郡平野村についても述べる。

## 飯坂町平野
福島県を代表する特産品の桃や梨などを中心とする広大な果樹地帯である一方、国道13号や東北自動車道の福島飯坂ICにより地域開発が進み、福島市のベッドタウンとなっており、現在では飯坂地域の中で一番人口の多い地域である。
松尾芭蕉も訪れた名所医王寺の門前町としての顔も持ち合わせている。

### 地理
福島市北部及び飯坂地域の南端部に位置する。北で飯坂町中野と、北東で飯坂町、沖高と、南東で北矢野目と、南で南矢野目、笹谷と、西で大笹生とそれぞれ隣接する。

#### 河川・架橋
- 八反田川
  - 茶畑橋 - 福島市道
  - 橋本橋 - 福島県道3号福島飯坂線（飯坂街道）
  - 八反田川橋 - 国道13号（万世大路）
- 小川
  - 新小川橋 - 国道13号（万世大路）
  - 医王寺橋 - 福島県道5号上名倉飯坂伊達線（フルーツライン・医王寺通り）
  - 小川橋 - 福島県道3号福島飯坂線（飯坂街道）

#### 山岳
- 鬼越山

#### 主な字
- 荒久
- 荒具
- 荒屋敷
- 飯塚
- 池ノ北
- 石田
- 石塚
- 石堂
- 石堂前
- 石橋
- 伊勢保内
- 井野目
- 上台
- 後田
- 内小原田
- 内手
- 江合
- 江添
- 恵名持
- 恵名持前

- 恵名持屋敷
- 扇田
- 大前田
- 大舘
- 大和田
- 小川原田
- 御室
- 海道北
- 海道下
- 海道端
- 海道南
- 篭内前
- 篭内屋敷
- 春日前
- 角下
- 角屋敷
- 鹿ノ畑
- 釜清水
- 上川原
- 上天王下

- 上ノ檀
- 上ノ原
- 上八景
- 上細谷
- 上前田
- 上向原
- 上谷地
- 上谷地田
- 上吉原
- 川小坂
- 川原
- 川原田
- 川原畑
- 関東原
- 北
- 北内東
- 北下里
- 北天王下
- 北西田
- 北ノ内屋敷

- 北原
- 北部位
- 北向原
- 北山ノ神
- 木ノ下
- 久根角
- 久根際
- 久根妻
- 久根畑
- 久保
- 久保上
- 栗畑
- 源三前
- 原堂
- 源八
- 御庵畑
- 小金塚
- 小三郎内
- 腰巻
- 五斗蒔

- 小西畑
- 小林
- 小深田
- 小深田北
- 五郎内
- 西海枝
- 西海枝屋敷
- 西海枝前
- 境田
- 坂下
- 坂ノ上
- 桜田
- 鯖野
- 沢目
- 三角山
- 三枚長
- 地蔵北
- 地蔵田
- 四斗蒔
- 下釜

- 下西原
- 下ノ檀
- 下白山
- 下原
- 下細谷
- 下向原
- 重恩寺
- 新田
- 新田前
- 杉田
- 杉ノ内
- 堰田
- 堰端
- 早川原
- 相馬田
- 粗立
- 外畑
- 外小原田
- 代
- 台田

- 高堰
- 高堰南
- 田切
- 田下
- 田尻
- 舘北畑
- 舘西
- 舘屋敷
- 田中前
- 舘ノ前
- 檀ノ腰
- 檀ノ越
- 檀ノ東
- 檀ノ前
- 檀ノ南
- 檀ノ脇
- 茶畑
- 堤下
- 寺西
- 寺前

- 寺脇
- 天車
- 天王下
- 天平下
- 樋口
- 堂天前
- 堂ノ前
- 遠原
- 遠東
- 戸々原
- 戸野内
- 殿田
- 寺田
- 中荒田
- 中野
- 中ノ内
- 中ノ檀
- 中ノ町
- 中原
- 中細谷

- 中向原
- 中町
- 中屋敷
- 名郷前
- 鍋屋敷
- 西石田
- 西石堂
- 西江合
- 西北田
- 西新田
- 西田
- 西中ノ内
- 西ノ内
- 西畑
- 西原
- 西前原
- 西道下
- 西屋敷
- 西六角
- 沼ノ内

- 沼畑
- 沼前
- 橋本
- 畑中
- 八龍前
- 八景
- 八升蒔
- 花立
- 林添
- 原
- 原際
- 原添
- 原田屋敷
- 原中
- 原東
- 稗原
- 東石堂
- 東川原田
- 東北田
- 東地蔵田

- 東原
- 東道下
- 東六角
- 日照
- 旱
- 平田
- 広畑
- 福内
- 福東
- 古舘
- 坊川原
- 坊下
- 細谷
- 発股内
- 堀上
- 堀下
- 前田
- 前畑
- 前原
- 松川原

- 松木田
- 丸山
- 万代
- 水上
- 水下
- 三角田
- 水渡
- 水渡前
- 道上西
- 道下
- 道添
- 道端
- 道間
- 道南
- 南
- 南下里
- 南堂ノ前
- 南中屋敷
- 南西田
- 南原

- 南部位
- 南谷地
- 南山ノ神
- 明神町
- 明神脇
- 明堂
- 明堂下
- 向田
- 向原
- 無具路内
- 狢
- 茂庭田
- 森
- 森前
- 屋敷内
- 屋敷前
- 谷地田
- 柳ノ下
- 山海道
- 山口

- 山ノ後
- 山ノ北
- 山ノ下
- 吉原
- 夜ノ星
- 乱東後
- 六角
- 若狭小屋

### 歴史
- 1889年4月1日 - 町村制により、信夫郡入江野村・井佐野村・平塚村が合併し信夫郡平野村となり、各旧村の地域は大字入江野・大字井佐野村・大字平塚村とそれぞれ大字ができる。村役場は大字平塚に設置。
- 1955年3月31日、平野村が信夫郡飯坂町（旧）・平野村・中野村、伊達郡湯野町・東湯野村・茂庭村と合併し、信夫郡飯坂町（新）が発足。それに伴い、旧平野村の3つの大字は統合し、大字平野となる。
- 1964年1月1日 - 飯坂町は福島市に編入され、大字平野は飯坂町平野に改称。

### 施設

#### 行政
- 福島北警察署
- 福島県農業総合センター果樹研究所

#### 団体
- JA全農福島
- 福島トラックステーション

#### 教育
- 福島市立平野中学校
- 福島市立平野小学校
- 福島市立ひらの幼稚園

#### 観光
- 医王寺
- 東屋沼神社

### 交通

#### 鉄道
- 福島交通平野駅（■飯坂線）
- 福島交通医王寺前駅（■飯坂線）

#### バス
高速バス
- 福島高速バスターミナル
  - ギャラクシー号（京都・大阪・ユニバーサル・スタジオ・ジャパン行）
- 天王下
  - 仙台 - 福島線

福島交通路線バス
- （福島駅方面） - 福島北警察署 - （五月乙女団地方面）
  - 原田東

#### 道路
- 国道13号（万世大路）
- 福島県道3号福島飯坂線（飯坂街道）
- 福島県道5号上名倉飯坂伊達線（フルーツライン）
- 福島県道155号飯坂瀬ノ上線（瀬上街道）
- 福島県道387号飯坂保原線（北幹線）

#### 高速道路
- 東北自動車道
- 福島飯坂インターチェンジ

### 世帯数と人口の推移
| 年     | 世帯数（世帯） | 人口（人） |
| ------ | -------------- | ---------- |
| 1889年 | 427            | 2,522      |
| 1920年 | 496            | 3,042      |
| 1935年 | 561            | 3,347      |
| 1947年 | 773            | 4,464      |
| 2012年 | 3,304          | 9,039      |
| 2017年 | 3,509          | 8,950      |

- 2017年は6月30日現在の世帯数と人口である[1]。

## 平野村
平野村（ひらのむら）は、福島県信夫郡に属していた村で、1889年4月1日から1955年3月31日のちょうど66年間存在していた。
「平野」の由来は、合併前の旧村名「平塚村」の「平」と「入江野村」及び「井佐野村」2村を表す「野」を組み合わせた合成地名である。